# 1439年
| 千纪： | 2千纪 |
| 世纪： | 14世纪 \| 15世纪 \| 16世纪                                                                                 |
| 年代： | 1400年代 \| 1410年代 \| 1420年代 \| 1430年代 \| 1440年代 \| 1450年代 \| 1460年代                           |
| 年份： | 1434年 \| 1435年 \| 1436年 \| 1437年 \| 1438年 \| 1439年 \| 1440年 \| 1441年 \| 1442年 \| 1443年 \| 1444年 |
| 纪年： | 己未年（羊年）；明正统四年；越南紹平六年；日本永享十一年                                                   |

## 大事记
- 5月4日——格羅特尼奇戰役（英语：Battle of Grotniki）：波蘭國王瓦迪斯瓦夫三世的皇家軍隊擊敗了胡斯派運動參與者。
- 9月29日或10月1日——瑞典、丹麥和挪威國王波美拉尼亞的埃里克被瑞典宣佈廢黜，卡爾·克努特松·邦代接續擔任瑞典攝政。
- 11月12日——英格蘭的普利茅斯成為英格蘭議會成立的第一個城鎮。
- 北京法海寺興建完成。
- 蒙古瓦剌部領袖脫歡去世，其子也先繼位為首領。
- 緬甸阿瓦王朝君主孟養德多去世，長子孟瑞王明耶覺蘇瓦一世即位。
- 天主教东正教合并。
- 日本室町幕府第六任征夷大將軍足利義教逼迫鐮倉公方足利持氏自殺，引發永享之亂。
- 「羅馬人民的國王」阿爾布雷希特二世逝世，其遠房堂弟腓特烈三世繼任，德意志進入哈布斯堡家族的統治。（1452年加冕為神聖羅馬帝國皇帝）

## 逝世
- 孟養德多，緬甸阿瓦王朝君主。
- 脫歡，蒙古瓦剌部領袖。